# 仁連木町
仁連木町（にれんぎちょう）は、愛知県豊橋市の地名。

## 地理
豊橋市中央部に位置する。東は東田町、西は御園町・東田中郷町、南は東郷町・上地町、北は牛川薬師町・南牛川1丁目に接する。

### 河川
- 朝倉川[1]

## 歴史
江戸期は渥美郡二連木村として存在した。同村は1878年（明治11年）に東田村・豊橋村の各一部となっている。豊橋村に編入された区域（二連木村分地）は、後の向山町と考えられている。

### 人口の変遷
国勢調査による人口および世帯数の推移。
| 1995年（平成7年）  | 424世帯 1237人 |  |
| 2000年（平成12年） | 417世帯 1172人 |  |
| 2005年（平成17年） | 397世帯 1102人 |  |
| 2010年（平成22年） | 434世帯 1143人 |  |
| 2015年（平成27年） | 431世帯 1105人 |  |
| 2020年（令和2年）  | 461世帯 1135人 |  |

### 沿革
- 1947年（昭和22年）2月18日 - 豊橋市東田町の一部により、同市仁連木町が成立[2][4]。
- 1978年（昭和53年） - 牛川薬師町の一部を編入[2]。

## 交通
- 愛知県道31号東三河環状線[1]

## 施設
- 仁連木老人福祉センター[1]
- 東田校区市民館[1]
- 豊橋市立東田小学校[1]
- 中部電力東田変電所[1]
- 大口公園[1]
- 真言宗醍醐派観真寺[1]
- 稲荷神社[1]

- 東田小学校
- 観真寺

### WEB
1. ↑  “愛知県豊橋市の町丁・字一覧”.   人口統計ラボ. 2023年4月13日閲覧。
2. 1 2  総務省統計局 (2022年2月10日). “令和2年国勢調査の調査結果(e-Stat) - 男女別人口，外国人人口及び世帯数－町丁・字等” (CSV). 2023年8月2日閲覧。
3. ↑  “愛知県豊橋市の郵便番号一覧”.   日本郵便. 2023年4月13日閲覧。
4. ↑  “市外局番の一覧” (PDF).   総務省 (2022年3月1日). 2022年3月22日閲覧。
5. ↑  総務省統計局 (2014年3月28日). “平成7年国勢調査の調査結果(e-Stat) - 男女別人口及び世帯数 －町丁・字等” (CSV). 2021年7月20日閲覧。
6. ↑  総務省統計局 (2014年5月30日). “平成12年国勢調査の調査結果(e-Stat) - 男女別人口及び世帯数 －町丁・字等” (CSV). 2021年7月20日閲覧。
7. ↑  総務省統計局 (2014年6月27日). “平成17年国勢調査の調査結果(e-Stat) - 男女別人口及び世帯数 －町丁・字等” (CSV). 2021年7月21日閲覧。
8. ↑  総務省統計局 (2012年1月20日). “平成22年国勢調査の調査結果(e-Stat) - 男女別人口及び世帯数 －町丁・字等” (CSV). 2021年7月21日閲覧。
9. ↑  総務省統計局 (2017年1月27日). “平成27年国勢調査の調査結果(e-Stat) - 男女別人口及び世帯数 －町丁・字等” (CSV). 2021年7月21日閲覧。

### 書籍
1. 1 2 3 4 5 6 7 8 9 10 11  「角川日本地名大辞典」編纂委員会 1989, p. 1792.
2. 1 2 3  「角川日本地名大辞典」編纂委員会 1989, p. 1029.
3. ↑  吉川利明 1976, p. 21.
4. ↑  吉川利明 1976, p. 37.